# Agyrtes similis
Agyrtes similis es una especie de escarabajos, descrito por primera vez por Henry Clinton Fall en 1937.  Agyrtes similis pertenece al género Agyrtes y a la familia Agyrtidae. En sus inicios taxonómicos pertenecía al subgénero Agyrtecanus, siendo transferido luego al género Agyrtes.
La especie se conoce sólo en las zonas costeras del centro y sur de California. Se conoce poco del ciclo biológico de vida de este escarabajo, siendo activo sólo en los meses de invierno.

## Descripción
La antena está compuesta de cinco segmentos, los primeros cuatro con anillos de pubescencia densa en el interior de los márgenes apicales, el tercer segmento antenal sólo un poco más largo que el segundo. El protórax es más ancho que largo pero más alargado y más gradualmente estrechado hacia el frente, con ángulos posteriores redondeados.
Hay una similitud notable en la vista dorsal del edeago del Agyrtes similis y el parámero del Agyrtes bicolor de Europa Central.